# Ray Charles Memorial Library
Pour les articles homonymes, voir Ray Charles.
Ray Charles Memorial Library (Bibliothèque commémorative Ray Charles, en anglais) est la maison-studio d'enregistrement de 1964, de Los Angeles en Californie aux États-Unis, où Ray Charles (1930-2004, légende américaine du jazz-blues-rhythm and blues-soul-gospel, surnommé « The Genius » Le Génie) passe 40 années de sa vie et de sa carrière. Labellisée « Monument historique-culturel de Los Angeles n° 776 » depuis 2004, elle est ouverte en musée depuis 2010.

## Historique

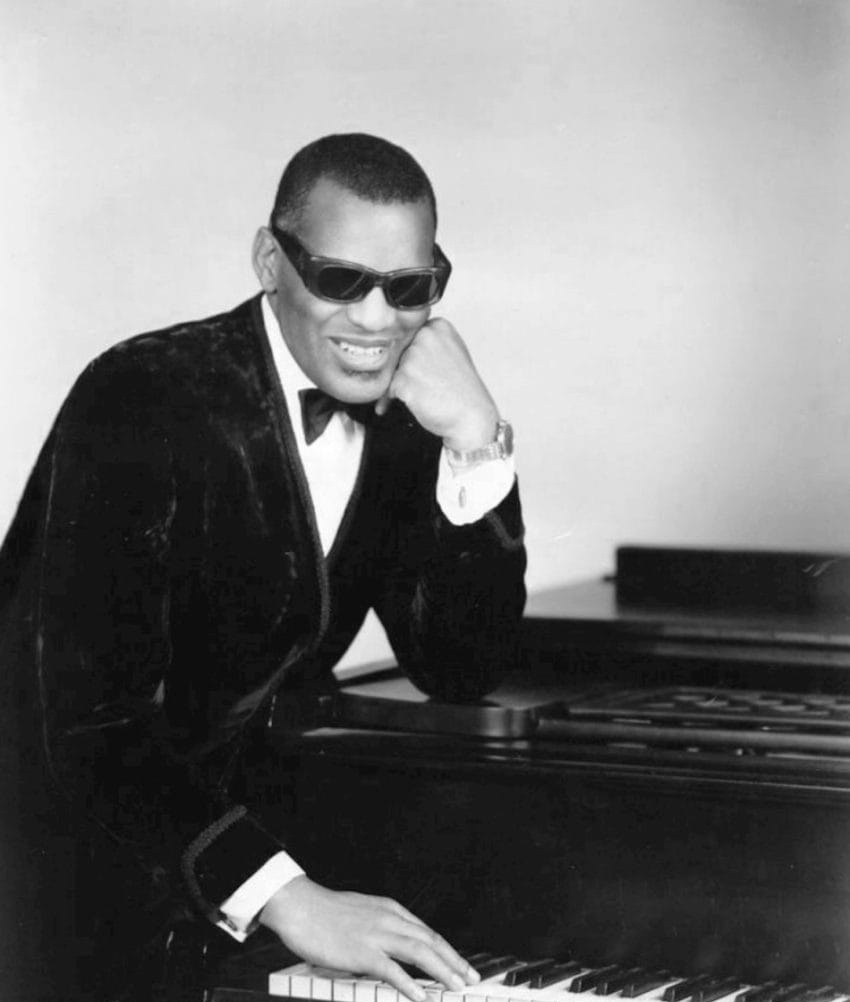
Ray Charles en 1969

À la suite de son succès international fulgurant des années 1960, Ray Charles se fait construire cet important bâtiment en 1964, au 2107 Washington Boulevard (en), au sud de Los Angeles, avec 1 000 m2 sur 2 étages, sans fenêtre, sous le nom de RPM International, pour héberger son quartier général et siège social, ses bureaux, archives, bibliothèque, et son studio d'enregistrement (où il enregistre et produit de nombreux albums, ainsi que ceux de nombreux artistes, dont B. B. King, Johnny Cash, ou Quincy Jones...). Son directeur-manager Joe Adams (en) déclare « Ce bâtiment a été la maison de Ray Charles pendant 40 ans. Pour Ray, la musique était sa vie ».
Ce lieu devient le siège de sa fondation « Robinson Foundation for Hearing Disorders Inc. » de 1986. À la suite de sa disparition en 2004, à l'âge de 73 ans, et du legs à sa fondation de sa propriété intellectuelle et de 50 millions de dollars, elle devient « The Ray Charles Foundation » en 2006, pour l'aide à l'éducation des déficients auditifs (Ray Charles affirmait que « l'incapacité d'entendre était un handicap et non l'incapacité de voir ».

Avec le Président des États-Unis Ronald Reagan et son épouse Nancy Reagan en 1984.

Le lieu est labellisé « monument culturel et historique de Los Angeles » (no 776) en 2004. Ray Charles déclare alors lors de la cérémonie d'inauguration « J'adore cet endroit. C'est la seule maison que j'ai vraiment eue pendant la majeure partie de ma carrière professionnelle, et je remercie la ville de Los Angeles pour ses efforts visant à faire des studios une partie spéciale de l'histoire de Los Angeles ».

### Musée Ray Charles
À la suite de sa disparition, les lieux sont transformés en musée Ray Charles, sous le nom de « Ray Charles Memorial Library », inauguré le 23 septembre 2010, jour de son 80e anniversaire,. Le musée expose sa vie et ses 50 années de carrière, avec de nombreux écrans interactifs, sa bibliothèque du 1er étage, ses bureaux et son studio d'enregistrement du 2e étage, des souvenirs, objets, ses jeux d’échecs (sur lesquels il battait régulièrement ses adversaires voyants), ses instruments de musique (piano, saxophone...), sa garde robes, costumes de scène, lunettes de soleil, récompenses, photos, documents, lettres,...

## Cinéma
- 2004 : Ray, de Taylor Hackford, film biographique, avec Jamie Foxx dans le rôle de Ray Charles[11].

## Autre musée Ray Charles
- 2009 : Maison d'enfance de Ray Charles, de Greenville en Floride.